# 馬可·皮埃爾·懷特
馬可·皮埃爾·懷特（1961年12月11日—）是英國廚師、餐館老闆和電視名人。 他被稱為英國餐廳界的第一位名人廚師和可怕的小孩。1995年1月，33歲的懷特成為英國第一位，同時也是當時最年輕的獲得米其林三顆星的廚師。他培訓了著名的廚師馬利歐·巴塔利、戈登·拉姆齊、柯提斯·史東和香農·貝內特。

## 早年生活
懷特于1961年12月11日出生于利兹。 他是來自威尼托的意大利移民瑪麗亞-羅莎·加利納（Maria-Rosa Gallina）所生四個兒子中的第三個，父親法蘭克·懷特（Frank White）是一名厨師。當他從阿勒頓高中畢業的時候并沒有得到文憑，並決定像他父親一樣接受厨師培訓。

## 職業生涯
懷特首先在哈羅蓋特的聖喬治酒店（Hotel St George）接受培訓，然後在伊爾克利的黃楊餐廳接受培訓。1981年，他帶著“7.36英鎊、一箱書和一袋衣服” 前往倫敦，並在加夫洛許餐廳與艾伯特和米歇爾·魯克斯開始了他的法式古典料理訓練。他繼續在皮埃爾·科夫曼的克萊爾阿姨餐廳接受培訓，然後在雷蒙・布朗克的莊園酒店 廚房工作，後來在九十公園巷（Ninety Park Lane）尼科·拉丹尼斯的 Chez Nico 工作。然後，他獨自拓展業務，與助理馬利歐·巴塔利一起在國王路六鈴酒店（Six Bells public house）的廚房工作。
1987年，懷特在倫敦的旺茲沃思康蒙開設了哈維餐廳，在那裡他幾乎立即獲得了他的第一顆米其林星，一年後又獲得了第二顆星。 他還獲得了由《外燴雜誌》主辦的1987年凱特獎的新人獎。
懷特在哈維餐廳工作的著名門徒包括戈登·拉姆齊、菲爾·霍華德、史蒂芬·泰瑞和艾瑞克·夏沃特。
後來，他成為前海德公園酒店（Hyde Park Hotel）馬可·皮埃爾·懷特餐廳的主廚兼贊助人，在那裡他獲得了米其林的第三顆星，然後搬到了艾美皮卡迪利酒店的 Oak Room。
1995年，33歲的懷特成為第一位獲得米其林三星的英國廚師，也是迄今為止獲得三顆星的最年輕的廚師。 他的記錄在2002年被馬西米利亞諾·阿拉傑莫取代，他在28歲時獲得了三顆星。
儘管懷特為追求自己的野心奮鬥了十七年，但他最終發現，儘管他的成就、知名度和名望，他的職業生涯並沒有為他的個人生活提供足夠的回報。因此，在1999年，他退休並歸還了他的米其林星。
|  | 我被那些知識比我少的人評判，那麼它的真正價值是什麼？我給了米其林評審員太多的尊重，也貶低了自己。我有三個選擇：我可以成為我的世界的囚徒，繼續每週工作六天，我可以活在謊言中並收取高價而不是在爐子後面，或者我可以還給我的米其林星，花時間和我的孩子在一起並重新發明自己。 |

## 退休生涯

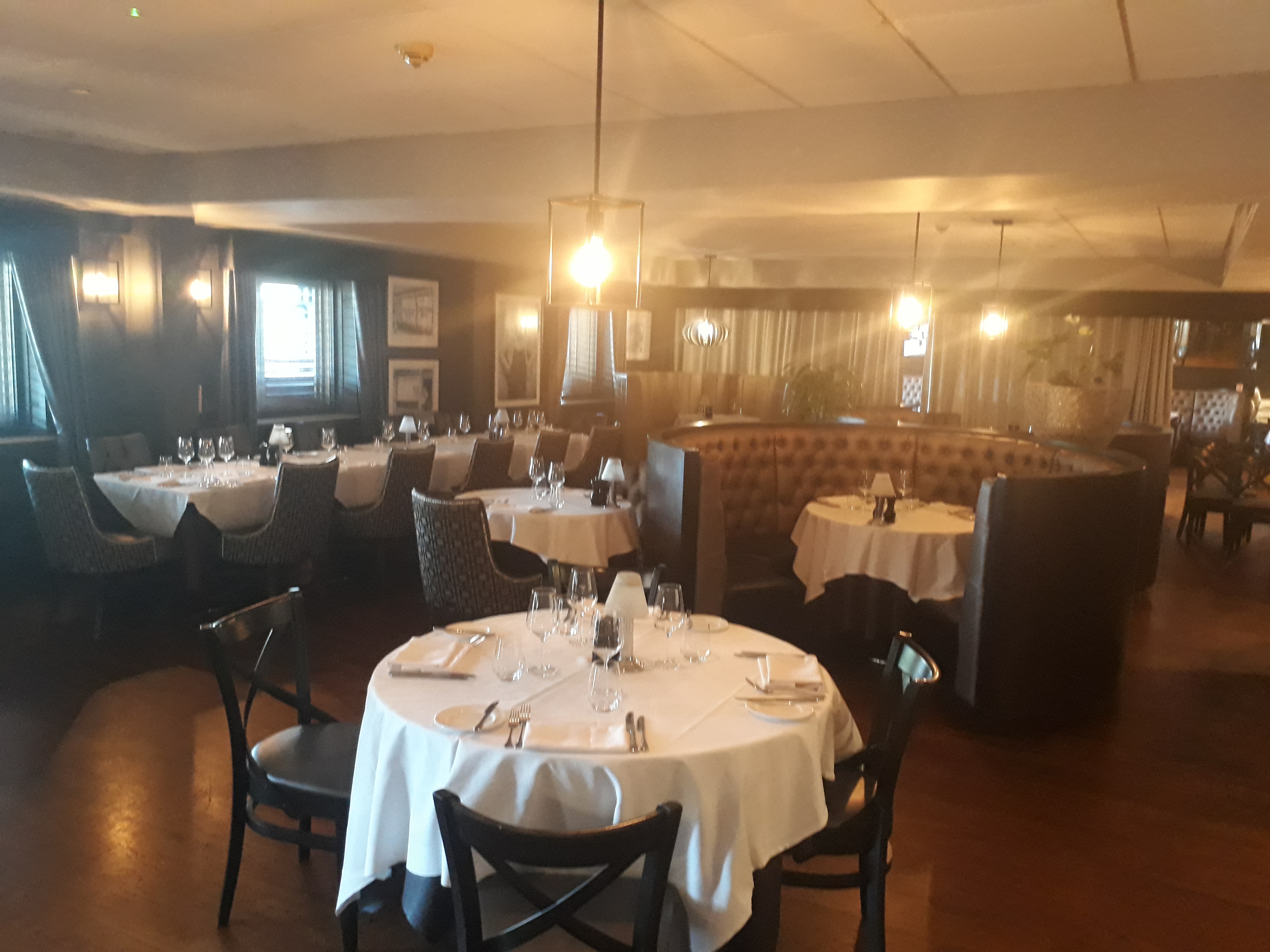
位於布里斯托尔的馬可·皮埃爾·懷特牛排館

懷特於1999年宣布從廚房退休，並於12月23日在 Oak Room 為付費顧客烹製了他的最後一餐。 他還歸還了他所有的米其林星。退休後，他成為一名餐館老闆。他與吉米·拉胡德一起成立了白星餐廳（White Star Line Ltd），他們共同經營了幾年，然後於2007年結束了合作關係。
2008年，懷特與詹姆斯·羅伯遜（James Robertson）在倫敦市開設了MPW餐酒館（MPW Steak & Alehouse）。作為共同所有人，自2010年以來，他們還在切爾西經營國王路牛排館（Kings Road Steakhouse & Grill） 。詹姆斯·羅伯遜曾在1999年至2003年期間擔任懷特的領班。自2016年5月以來，這兩家餐廳已成為倫敦牛排館（London Steakhouse Co）， 成功的合作夥伴關係，並且截至2018年6月，它們是全球唯一一家在其中懷特是大股東。
懷特在漢普郡海克利爾附近的一家17世紀餐廳酒吧紫杉酒館（Yew Tree Inn）擁有股份，儘管在與商業夥伴發生激烈爭吵後，這家酒吧被賣掉了。該地為2008年夏天在ITV上播放的《馬可的英式大餐》（Marco's Great British Feast）的大部分場景。2009年1月，據報導，懷特將在會場收取5英鎊的一品脫真麥酒費用，使紫杉酒館是“全國喝英國真麥酒最貴的地方之一”。 懷特說：“大多數酒吧收費過低。你不僅要為啤酒買單，還要為你喝啤酒的地方和服務它的人買單。”
2010年，懷特遇到了商人尼克·塔普林（Nick Taplin），他是英國北森麻實郡一家名為吉百利之家（Cadbury House）的四星級酒店的所有者，也是英國其他場所的經營者。尼克·塔普林正在尋求改善其酒店物業的內部餐廳服務，並於 2010年10月在與懷特討論後，作為特許經營商在吉百利之家開設了懷特牛排館（Marco Pierre White Steakhouse Bar & Grill）。緊隨其後的是霍爾莊園（Hoole Hall）和立方餐廳（The Cube）。
隨著越來越多的酒店業主開始詢問懷特的餐廳，2013年，懷特與 尼克·塔普林開發了一個主特許經營權，並共同推出了黑白款待（Black And White Hospitality）。該公司採用特許經營模式，允許業主或投資者在其物業內開設八家懷特品牌餐廳之一，包括馬可·皮埃爾·懷特牛排館、懷特先生的英式小館（Mr White's English Chophouse）、聖詹姆斯和惠勒海鮮餐廳（Wheeler's of St James's Oyster Bar & Grill Room）、科夫曼和懷特先生（Koffmann & Mr White's）、馬可的紐約義式餐廳（Marco's New York Italian）、惠勒炸魚薯條（Wheeler's Fish & Chips）、巴爾多利諾餐廳（Bardolino Pizzeria Bellini & Espresso Bar）和馬可尼咖啡和果汁吧（Marconi Coffee & Juice Bar）。
懷特出版了幾本書，包括一本頗具影響力的烹飪書《懷恨在心》、一本名為《White Slave》的自傳（名為《The Devil in the Kitchen》在北美的和平裝本）、 和《來自陸地和海洋的野生食物》（Wild Food from Land and Sea）。

## 個人作品

### 地獄廚房 英國版
2007年9月，懷特在ITV的《地獄廚房 英國版》電視節目中擔任主廚。
在劇集的某個時刻，當懷特說：“我認為今晚不是吉普賽人的野餐”（原文：I don't think it was a pikey's picnic tonight.）時，引發了爭議。這句話引起了種族平等委員會的批評。然而，該節目受到ITV發言人的辯護，該發言人表示，在節目內容播出前已發出警告，並且懷特的評論受到了其中一名參賽者李·瑞安的質疑。 伴隨節目的書，《馬可·皮埃爾·懷特在地獄廚房》（Marco Pierre White in Hell's Kitchen），於2007年8月23日由Ebury Press出版。懷特於2009年重返ITV的節目，出席了《地獄廚房 英國版》的第4季。
懷特為2017年播出的七號電視網出席了《地獄廚房 澳洲版》。 此举是因为先前在《我要做厨神》中主廚麥特·普林斯頓評論懷特的兒子將他父親的50萬美元用於吸毒和賣淫之後， 懷特便加入了競爭對手节目以進行報復。

### 康寶代言
懷特出現在聯合利華旗下品牌康寶的英國廣告中。在回答有關他通過擔任此類產品的品牌大使“出賣自己作為廚師”的批評時，他說，“通過與像康寶這樣的公司合作，這讓我能夠站在更大的舞台上，豐富人們的生活......米其林星，它成為我的過去。” 2013年，懷特在為康寶製作的一段在直播影片中被指控文化挪用後道歉，他在影片中展示瞭如何煮豌豆飯。

### 其他作品
2008年3月18日，懷特宣佈將擔任澳洲烹飪大賽系列節目《The Chopping Block》美國版的主持人。 該劇由《地獄廚房 美國版》的製作公司ITV美國製作，於2009年3月在美國NBC播出，但由於收視率低，在三集播出後被取消。在中斷了三個月之後，《The Chopping Block》又回來完成了該節目的集數。
2011年7月6日，懷特擔任《廚神當道 澳洲版》的客座評委，在淘汰賽中指導廚師。2014年6月15日，懷特開始在《廚神當道 澳洲版》上進行為期一週的露面，主持神秘盒子挑戰、發明測試和壓力測試。2015年5月17日，懷特在第7季的第3週開始了他在《廚神當道 澳洲版》的第二週露面。2015年7月12日，他在《廚神當道 澳洲版》第7季的第二週的回歸了，題為“Marco Returns Week”。2016年5月8日，懷特開始了他的第三年，也是第四週在《廚神當道 澳洲版》上露面，這次是第8季的第二週。
2011年8月27日，懷特作為英國版《名人老大哥》的客座嘉賓，安排了一項烹飪任務。
2012年，懷特為英國第五台主持了一個名為《馬可·皮埃爾·懷特的廚房戰爭》（Marco Pierre White's Kitchen Wars.）的新節目。該節目見證了英國最好的餐廳合作夥伴平衡食物和前台服務，在專門設計的電視攝影棚餐廳中爭奪一席之地，頂級夫婦每人都有自己的廚房和一組用餐者，以給人留下深刻印象。 該節目獲得了《衛報》和《獨立報》評論家的積極評價。
懷特是《廚神當道 澳洲版：The Professionals》的首席評審，該項目於2013年1月20日開始。 懷特與澳洲主廚麥特·普雷斯頓共同主持了該節目。
2014年12月11日，懷特出現在M網播出的南非版《廚神當道》中。他在 Siphokazi 和 Roxi 之間的決賽中進行了最後的挑戰。
2015年9月6日，懷特出現在紐西蘭版的《廚神當道》節目中，該節目在紐西蘭第三台播出。該由決賽8隊組成的團隊挑戰賽的主廚/導師。

## 爭議

### 對待顧客和員工
在他在哈維餐廳廚房工作的早期職業生涯中，如果他對顧客的評論感到冒犯，他經常將顧客趕出餐廳。 當一位顧客問他是否可以在午餐時吃薯條時，懷特親手切了薯條並親自烹製，但向顧客收取了25英鎊的費用。
在哈維餐廳期間，懷特經常做出不可預測的行為，從把起司拼盤扔到牆上，到襲擊他最近摔斷腿的主廚。他後來說他“過去經常瘋瘋癲癲”。 哈維餐廳的一位年輕廚師曾抱怨廚房太熱，他的廚師夾克和褲子的背面被懷特用鋒利的削皮刀切開。 懷特曾經讓年輕時的戈登·拉姆齊哭泣，當時戈登·拉姆齊為他工作，後來他說：“我不記得他做錯了什麼，但我對他大喊大叫，然後他情緒失控了。戈登蹲在廚房的角落裡，雙手捂著頭，開始抽泣。”

### 麥特·普雷斯頓
繼澳洲首席主廚麥特·普雷斯頓評論懷特的兒子將他父親的50萬美元用於吸毒和賣淫之後， 懷特在第8季後停止在該節目中客串，並加入了競爭對手的《地獄廚房 澳洲版》計劃作為報復。 2016年，在《凱爾與賈姬秀》上，麥特·普雷斯頓被問及他的兒子小馬可（Marco Jr.）在英國版《名人老大哥》的時間，其中包括他所謂的直播性行為以及上述購買非法藥物和性工作的承認。麥特·普雷斯頓說：“我認為當你有孩子出軌時，這是一件可怕的事情......毒品可能有點讓人擔心”。懷特後來談到麥特·普雷斯頓時說：“我永遠不會原諒那個人（麥特·普雷斯頓）……我的手放在我母親的墳墓上，我會抓到那個人。” 在麥特·普雷斯頓退出演出後，懷特最終在第14季重返該節目。

### 英國葡萄酒和西部鄉村美食
2017年9月，懷特在普利茅斯開了一家新餐廳。在開幕式上，他批評英國葡萄酒的質量，稱其為“胡說八道”，並引起爭議，“倫敦是第一美食目的地，句號。它有才華和（市民誰可以支付）價格......康沃爾酒店有多少三星級米其林餐廳？沒有。”
然而，他繼續讚揚該市的競爭對手康沃爾公爵酒店的努力，稱其為“一個可愛的地方”。他還補充說，雖然他沒有吃過康沃爾米其林星級廚師內森·奧特勞製作的食物，但他讀過他的書，看過他的食譜，並相信“他的廚藝非常好”。

## 個人生活
懷特結過三次婚。他的第一任妻子是愛麗絲·麥克阿瑟（Alex McArthur），他於1988年6月8日在切爾西登記處結婚。 在1990年離婚之前，他們有一個女兒萊蒂西亞（Letitia）。
懷特在倫敦一家夜總會遇到了21歲的模特麗莎·布徹，他們在三週內訂婚了。 訂婚兩個月後，麗莎·布徹以2萬英鎊的價格刊登在《Hello！》雜誌上。婚禮於1992年8月15日在布朗普頓聖堂舉行。
1992年，懷特開始與切爾西港  一家餐廳的酒吧經理瑪蒂達·科內傑羅（Matilde Conejero）發生了婚外情，並為麗莎·布徹離婚。這對夫婦有兩個兒子和一個女兒，於2000年4月7日在荷蘭公園的雪樹餐廳（Belvedere）結婚。 在懷特與曼城金融家羅賓·桑德斯成為朋友後，瑪蒂達·科內傑羅懷疑兩人有外遇；2005年1月，他們發生了一場鬥毆，之後懷特在諾丁山警察局的牢房裡待了14個小時。 之後，他們後來分手了。
懷特是保守黨 和曼城足球隊 的支持者。

## 外部連結
- H Talent Management Marco Pierre White Client Biography （页面存档备份，存于）